# Клопинка
Клопинка — деревня в Атюрьевском районе Республики Мордовия. Входит в состав Стрельниковского сельского поселения.

## История
Деревня образовалась во второй половине XVII века путем переселения арзамасской мордвы из села Колопины на реку Пишляй, где ими были образованы два усада Старая Колопинка и Вяркуж-Колопинка. В «Списке населённых мест Тамбовской губернии за 1866» Старая Колопинка казенная деревня из 14 дворов Вяркуж-Колопинка владельческая деревня из 27 дворов входящие в состав Темниковского уезда. К концу XIX века обе деревни слились в одну Колопинку.

## Население
| 2002 | 2010 |
| ---- | ---- |
| 184  | ↘145 |

Национальный состав
Согласно результатам Всероссийской переписи населения 2002 года, в национальной структуре населения мордва составляли 99 %.